# Peace Train
A Peace Train Cat Stevens (polgári nevén Steven Demetre Giorgiou) angol rockzenész 1971-es dala, a „Teaser and the Firecat” című albumáról. A dal hetedik helyre jutott a Billboard Hot 100-as listáján. A „The Very Best of Cat Stevens” összeállításon is szerepel.
Egy 1970-es koncertjén Cat Stevens azt mondta, hogy a dalt vonaton írta, mert akkor Alfred Hitchcockra gondolt, akinek nem egy filmcselekménye vonaton játszódik.
Cat Stevens később áttért az muzulmán hitre, nevét Yusuf Islamra változtatta. Az iraki háború idején ezt mondta: „a Peace Train egy dal, amelyet én írtam, és amelynek üzenete továbbra is visszhangzik milliók szívében.”
Yusuf Islam előadta elő a dalt a 2006-os Nobel-békedíj koncerten, amikor a bangladesi Muhámmád Junusz megkapta ezt a díjat.

## Híres felvételek
Playing For Change, Yusuf Yusuf Islam Cat Stevens, 10,000 Maniacs, Leem Lubany, Dolly Parton, Ocean Country Blues....

## Díjak
- Billboard Hot 100 (1971)